# Европейский день языков

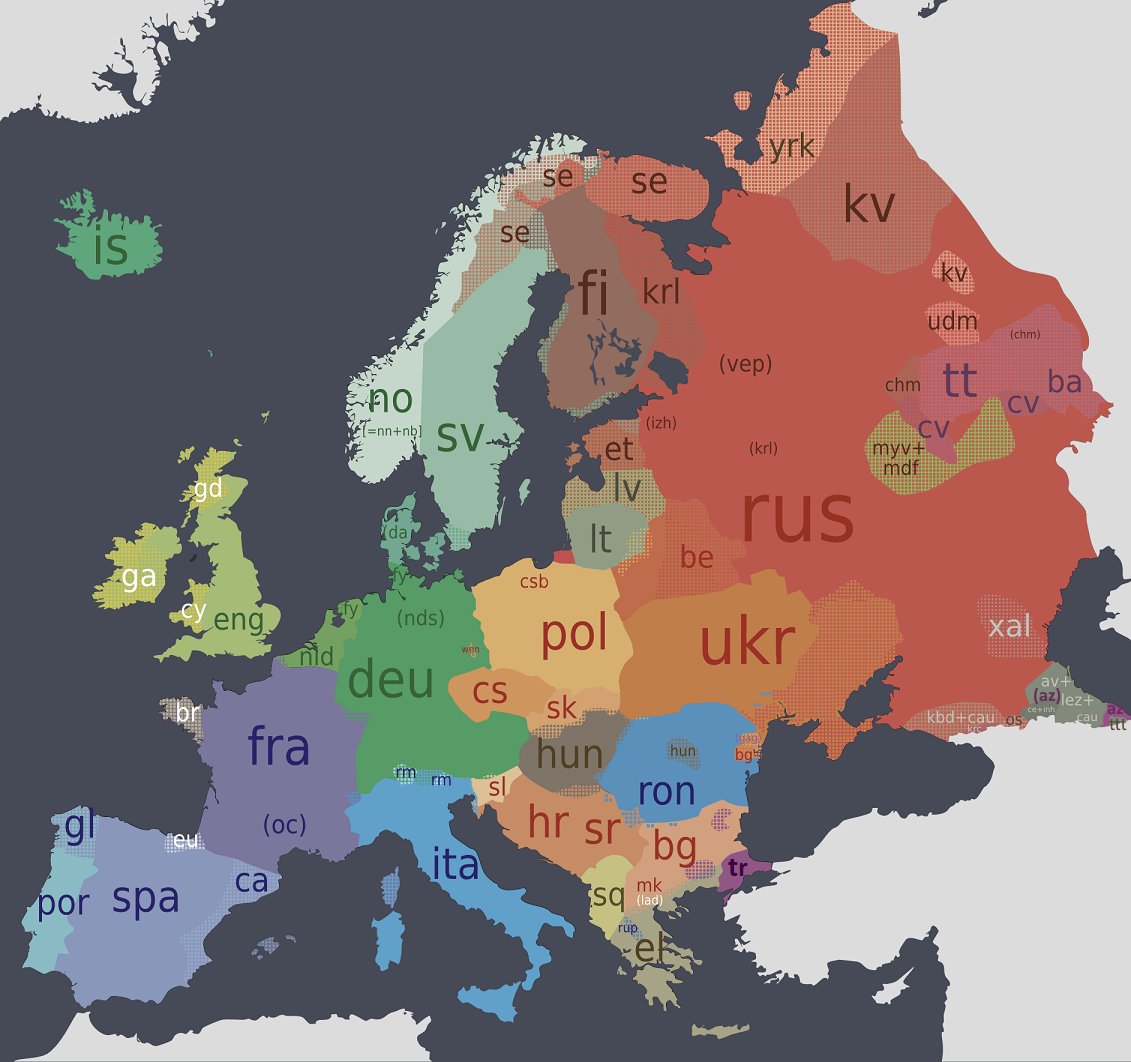
Карта, показывающая примерное распределение языков коренных народов в Европе (коды языков согласно ISO 639-1 и ISO 639-2)

Европе́йский день языко́в — праздник, отмечаемый 26 сентября. Был провозглашён Советом Европы (и поддержан Европейским союзом) во время Европейского года языков — 6 декабря 2001 года. Основная цель дня — поощрение изучения и освоение различных языков как в школах, так и вне их на протяжении всей жизни человека, при этом понятие европейские языки понимается в более широком смысле, чем совокупность официальных языков стран-членов Евросоюза.

## Цели
Сохранение и развитие языков, включая малые, декларируется в качестве официальной языковой политики Евросоюза. Среди способов достижения этого обычно называются изучение более чем одного иностранного языка и продолжение изучения языков в зрелом возрасте. Особо подчёркивается необходимость изучения нескольких иностранных языков.

### Основные цели Европейского дня языков
- привлечение внимания к проблеме изучения языков с целью повышения уровня межкультурного и межъязыкового взаимопонимания;
- демонстрация богатства языкового и культурного разнообразия Европы;
- поощрение изучения и освоения различных языков как в школах, так и вне их на протяжении всей жизни человека.

## Примечательные факты
На территории Европы насчитывается 225 автохтонных языков, более 2/3 которых либо уже вымерли, либо находятся на грани исчезновения в результате постепенной ассимиляции в положении языкового меньшинства (например, ирландский язык и другие кельтские языки).
Так, в 2009 году ЮНЕСКО признало 136 языков на территории России находящимися под угрозой исчезновения.
С другой стороны, языковая картина Европы существенно обогатилась со второй половины XX века, когда в результате массовой экономической и политической миграции практически во всех европейских странах, особенно в их столицах, стала слышаться речь многих народов мира. В крупнейшем мегаполисе Европы (Москва), а также в Санкт-Петербурге, в настоящее время многочисленны носители украинского, молдавского, киргизского, узбекского, таджикского, английского, французского, китайского, вьетнамского и многих других языков планеты. В Германии заметно присутствие турецкого языка, в Швеции и Франции — арабского, в Лондоне по данным последних опросов проживают носители 336 языков, в том числе хинди, урду, различных африканских языков и др. Но очень часто наплыв мигрантов из третьих стран приводит к ухудшению положения автохтонных языков национальных меньшинств, поскольку иммигранты обычно стараются овладеть только наиболее экономически «выгодным», доминирующим языком, пользуясь родным в домашнем обиходе и игнорируя все прочие. Так, наплыв мигрантов в Ирландии косвенно способствует дальнейшему упадку ирландского языка за счёт английского, а в Финляндии — шведского за счёт финского.

## Языковая статистика современной Европы
Самым распространённым языком Европы (по числу носителей как родного) является русский язык как географически, так и территориально (свыше 105 млн проживают в европейской части России). От 15 до 40 млн носителей русского, включая двуязычных, насчитывается на Украине (30 % населения назвали его родным по данным переписи 2001 года), от 6 до 10 млн в Белоруссии (58 % населения назвали его основным языком по данным переписи 2001 года). В целом русский считают родным более 150 миллионов европейцев.
Далее с большим отрывом следует немецкий язык — около 95 миллионов, французский язык — 66 миллионов, английский язык — 63 миллиона, итальянский язык — 60 миллионов, испанский и польский языки — примерно по 40 млн носителей и украинский язык — около 25-30 млн носителей.

## Современные тенденции
В качестве иностранных языков в Европе, которыми владеют европейцы, выделяются: английский (38 %), немецкий (15 %), французский (14 %), русский (7 %), испанский (5 %), итальянский (3 %).
После значительного спада интереса к русскому языку, который занимал второе место по популярности до конца 1980-х годов, наблюдается новый всплеск интереса к нему, в первую очередь в Польше, Болгарии и др. странах. Спрос на английский в последние годы стабилизировался на высоком уровне, на немецкий, французский и особенно итальянский языки несколько спал, зато значительно увеличилась привлекательность испанского языка, в меньшей степени португальского.
Традиционно слабо изучаются западными и южными европейцами славянские языки (за исключением русского) и финно-угорские, последние обычно воспринимаются как сложные из-за отсутствия родственных связей с индоевропейскими языками.
Увеличивается привлекательность ряда крупных неиндоевропейских языков: китайский, арабский, турецкий, корейский.

## Проблемы и противоречия
Несмотря на общую пропаганду изучения языка, экономические и особенно политические реалии часто идут вразрез с декларациями о поощрении изучения языков. Так, в а.о. Каталония (Испания) жёсткими административными мерами удалось добиться улучшения знания каталанского языка как среди каталоноязычного, так и некаталоноязычного населения. Вместе с тем в этом автономном регионе высшее образование теперь можно получить на английском, но нельзя на испанском, хотя он является официальным языком на всей территории Испании, в том числе одним из двух официальных в Каталонии.
Подобная же ситуация наблюдается и в бельгийской Фландрии, где вертикаль франкоязычного образования была полностью разрушена с конца 1960-х годов, но при этом французский остаётся одним из двух официальных языков Бельгийского королевства в целом. При этом англоязычное образование во Фландрии сохраняется.